# Vincenzo Garruti
Vincenzo Garruti (Altamura, 10 maggio 1974) è un politico italiano.

## Biografia
Nato ad Altamura e cresciuto a Gravina in Puglia, sì è laureato in Scienze Statistiche ed Economiche presso l'Università di Bari, città in cui attualmente vive e dove svolge la professione di impiegato.
Alle elezioni politiche del 2018 è eletto senatore del Movimento 5 Stelle.